# Pogostemon cablin
Paciuli (Pogostemon cablin) este o specie de plante cu flori din familia Lamiaceae, a mentei sau a urzicii moarte. Planta crește ca o plantă perenă stufoasă, cu tulpini erecte care ajung până la 75 de centimetri în înălțime și purtând flori mici, alb-roz pal.
Este originară din regiunea insulară din Asia de Sud-Est, inclusiv Sri Lanka, Indonezia, Peninsula Malaeză, Noua Guinee și Filipine. De asemenea, se găsește în multe părți din nord-estul Indiei. Remarcată pentru uleiul său esențial parfumat, are multe utilizări comerciale și este acum cultivat pe scară largă în climatele tropicale din întreaga lume, în special în Asia, Madagascar, America de Sud și Caraibe. Indonezia produce în prezent peste 90% din volumul global de ulei de patchouli (~1.600 de tone).

## Etimologie
Cuvântul derivă din cuvântul tamil patchai (tamilă பச்சை) sau paccuḷi, care înseamnă „verde”, și ellai (tamilă இலை), adică „frunză”.

## Cultivare
Paciuli crește bine în climatele calde până la tropicale. Se dezvoltă pe vreme caldă și umedă, dar nu pe perioade lungi de lumina directă a soarelui. Dacă planta se ofilește din cauza lipsei de apă, tinde să-și revină rapid după ploaie sau udare. Deși rare, florile care produc semințe sunt foarte parfumate și înfloresc la sfârșitul toamnei. Semințele minuscule pot fi recoltate pentru plantare, dar sunt foarte delicate și ușor zdrobite. Butășirea și altoirea din planta mamă, și înrădăcinarea ulterioară în sol argilos sunt cele mai comune metode de înmulțire.

## Ulei esențial

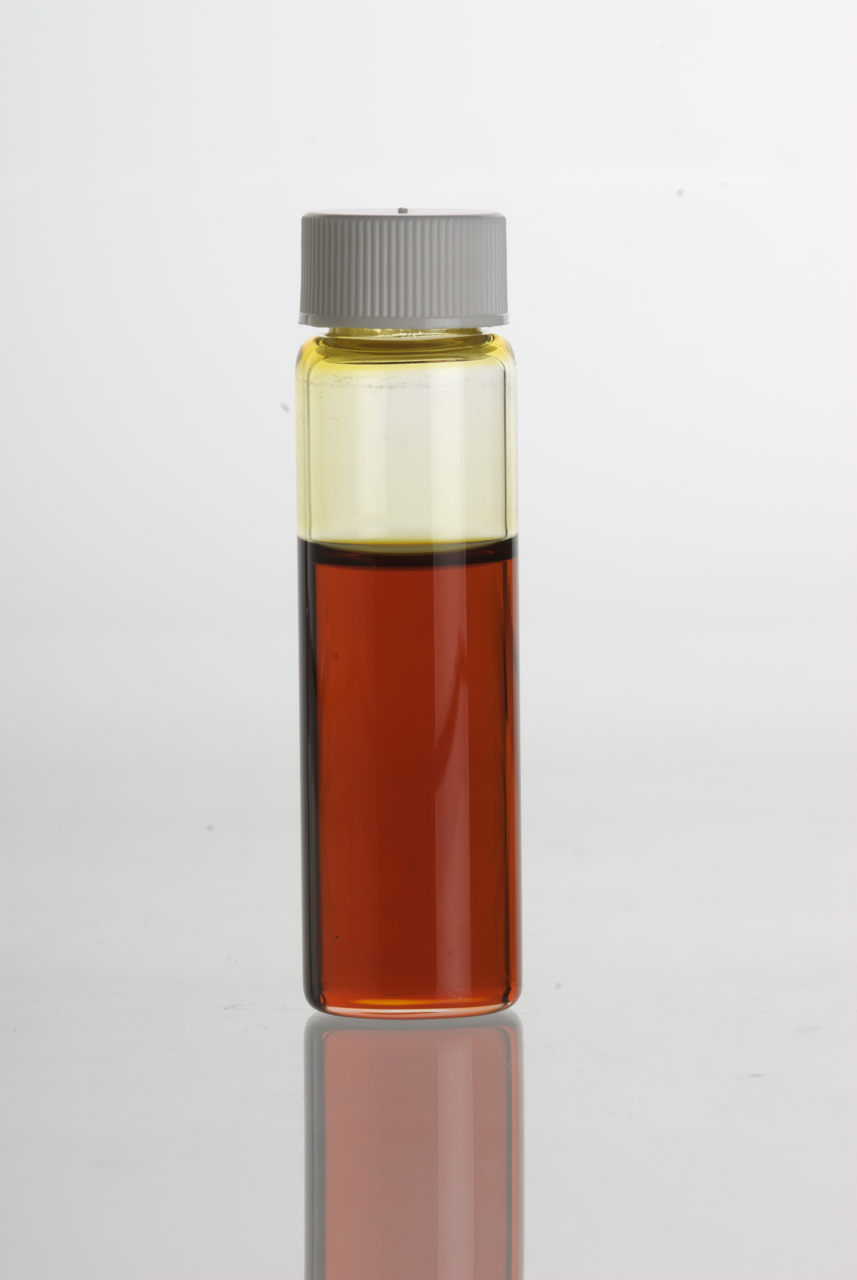
Ulei esențial de patchouli (Pogostemon cablin).

### Extracție
Extracția uleiului esențial de patchouli se face prin distilarea cu abur a frunzelor uscate și a crenguțelor, necesitând ruperea pereților săi celulari prin opărire cu abur, fermentație ușoară sau uscare. Principala componentă chimică a uleiului de patchouli este paciulolul, un alcool sescviterpenic.
Frunzele și crenguțele pot fi recoltate de mai multe ori pe an. Unele surse spun că uleiul de cea mai înaltă calitate este produs din biomasă proaspătă, uscată, distilată aproape de locul unde sunt recoltate;  alții spun că cel mai bine este să se fiarbă frunzele uscate și să fie lăsate să fermenteze o perioadă de timp.

### Componente
- Germacren-B [9]
- Patchoulol[10][11][12]
- Norpaciulenol[12]

## Utilizări
Mirosul greu, puternic, lemnos și pământos al patchouliului a fost folosit de secole în parfumuri și, mai recent, în tămâie, insecticide, tutun de mestecat și multe medicamente alternative.
Pogostemon cablin, P. heyneanus și P. plectranthoides sunt cultivate pentru uleiul lor esențial, cunoscut sub numele de ulei de patchouli. Deși există unele subsoiuri, cele mai comune soiuri comerciale sunt originare din insulele Sumatra și Sulawesi din Indonezia.

### Parfum
Uleiul de patchouli este utilizat pe scară largă în parfumeria modernă  atât de către parfumieri, cât și de către cei care își creează propriile arome, precum și în produsele personale parfumate moderne, cum ar fi Bay Rum, dar și produse industriale, cum ar fi prosoape de hârtie, detergenți de rufe, și odorizante. Două componente importante ale uleiului său esențial sunt paciulolul și norpaciulenolul.

### Insecticid
Un studiu sugerează că uleiul de patchouli poate servi ca un repelent universal pentru insecte.  Mai precis, planta paciuli s-a dovedit a fi un puternic repellent împotriva termitelor subterane Formosan . 

### Tămâia
Paciuli este un ingredient important în tămâia est-asiatică. Atât uleiul de patchouli, cât și tămâia au cunoscut o creștere a popularității în anii 1960 și 1970 în SUA și Europa, în principal ca urmare a mișcării hippie din acele decenii.

### Culinar
Frunzele de paciuli au fost folosite pentru a face un ceai de plante. În unele culturi, frunzele sunt consumate ca legumă sau folosite ca condiment. Există, de asemenea, mai multe medicamente pe bază de plante, atât în Indonezia, cât și în China, in medicina traditionala chineza (TCM), care includ frunze de patchouli uscate, măcinate, ca unul dintre ingredientele cheie.

### Jucării
În 1985, producătorul american de jucării Mattel a folosit ulei de patchouli în plasticul folosit pentru a produce figurina de acțiune Stinkor din linia de jucării Masters of the Universe.

## În cultura populară
Personajul lui Gene Tierney, Ellen, din filmul Leave Her to Heaven (1945), a primit porecla Patchouli de la soțul ei în film.
Cântecul „Year of the Cat” (1976) de Al Stewart conține versul „Ea vine în tămâie și patchouli”.
Patchouli Knowledge este un personaj recurent din seria de jocuri bullet-hell Touhou Project .